# Jeppmasjön
Jeppmasjön är en sjö i Vilhelmina kommun i Lappland och ingår i Umeälvens huvudavrinningsområde. Sjön har en area på 0,69 kvadratkilometer och ligger 499 meter över havet. Sjön avvattnas av vattendraget Storbäcken.

## Delavrinningsområde
Jeppmasjön ingår i det delavrinningsområde (719061-156235) som SMHI kallar för Inloppet i Södra Fiansjön. Medelhöjden är 496 meter över havet och ytan är 26,35 kvadratkilometer. Det finns inga avrinningsområden uppströms utan avrinningsområdet är högsta punkten. Storbäcken som avvattnar avrinningsområdet har biflödesordning 2, vilket innebär att vattnet flödar genom totalt 2 vattendrag innan det når havet efter 294 kilometer. Avrinningsområdet består mestadels av skog (52 procent) och sankmarker (40 procent). Avrinningsområdet har 0,69 kvadratkilometer vattenytor vilket ger det en sjöprocent på 2,6 procent.